# Ansgarsgården, Uppsala

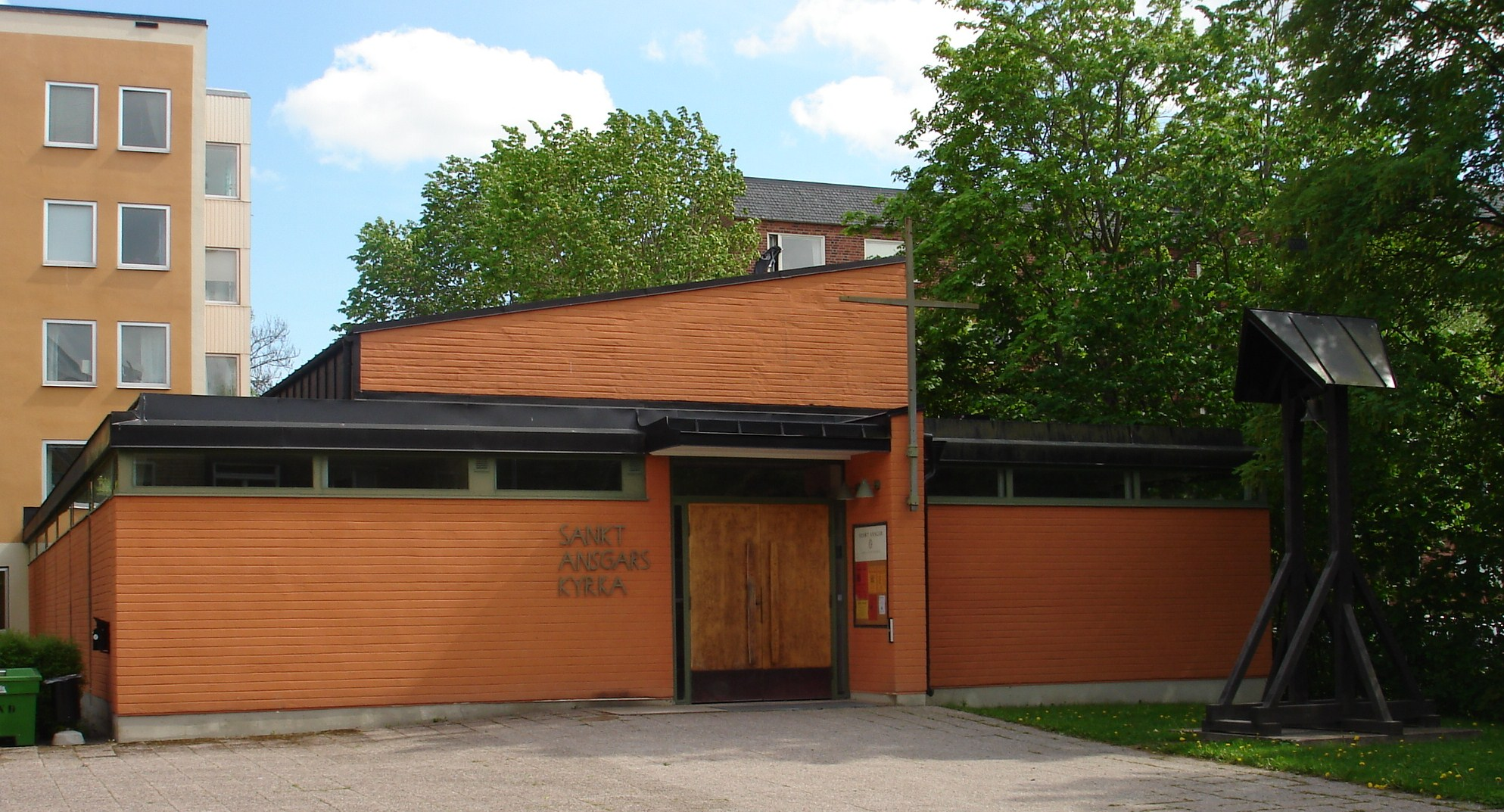
Sankt Ansgars kyrka som är belägen alldeles intill Ansgarsgården.

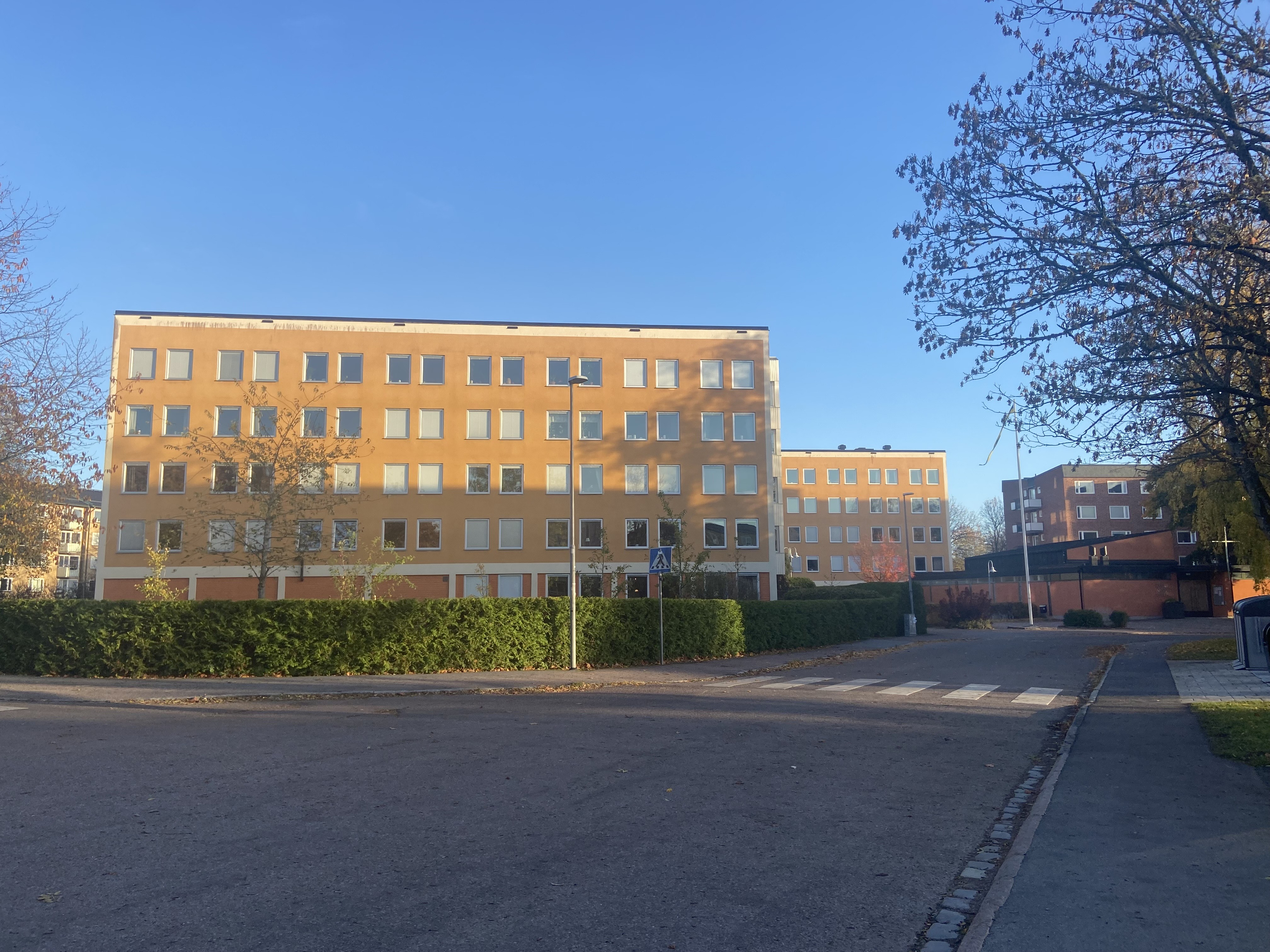
Ansgarsgårdens lägenhetshus, med Sankt Ansgars kyrka t.h., oktober 2024.

Ansgarsgården är ett studenthem i Uppsala bestående av två lägenhetshus på Studentvägen 34 och 36 som drivs och förvaltas av S:t Ansgars stiftelse. På Ansgarsgården bor ungefär 120 personer.  Namnet "Ansgarsgården" kommer från helgonet S:t Ansgar.
De båda lägenhetshusen är bestående av fem våningar och både studentkorridorer och lägenheter.
S:t Ansgars stiftelse grundades den 1 november 1949 för att uppföra studentbostäder och en kyrka i Uppsala. S:t Ansgars kyrka, som är belägen intill Ansgarsgården, invigdes år 1961 av biskop Johannes Sandegren. I ett av husen på Ansgarsgården finns samlingssal, expedition och TV- och tidningsrum. Samlingsalen är sammanbyggd med kyrkobyggnaden. En innegård tillhörande studentboendet finns mellan de två lägenhetshusen.
Gudstjänsterna i S:t Ansgars kyrka leds av präster såväl som studenter som bor på Ansgarsgården. Högmässa, som leds huvudsakligen av studentprästen, firas varje söndag och dagliga tideböner beds i kyrkan. I veckorna firas enklare mässor. På Ansgarsgården finns dessutom aktiviteter för barn och ungdomar såsom söndagsskola och ungdomsgrupper.
På Ansgarsgården finns Klubbverket som anordnar olika fester och sociala aktiviteter.
På Ansgarsgården bor en studentpräst som är anställd av S:t Ansgars stiftelse. Nuvarande studentpräst är sedan 2018 Daniel Gustafsson.

## Föreståndare
Följande personer har varit föreståndare och studentpräst vid Ansgarsgården och S:t Ansgars stiftelse:

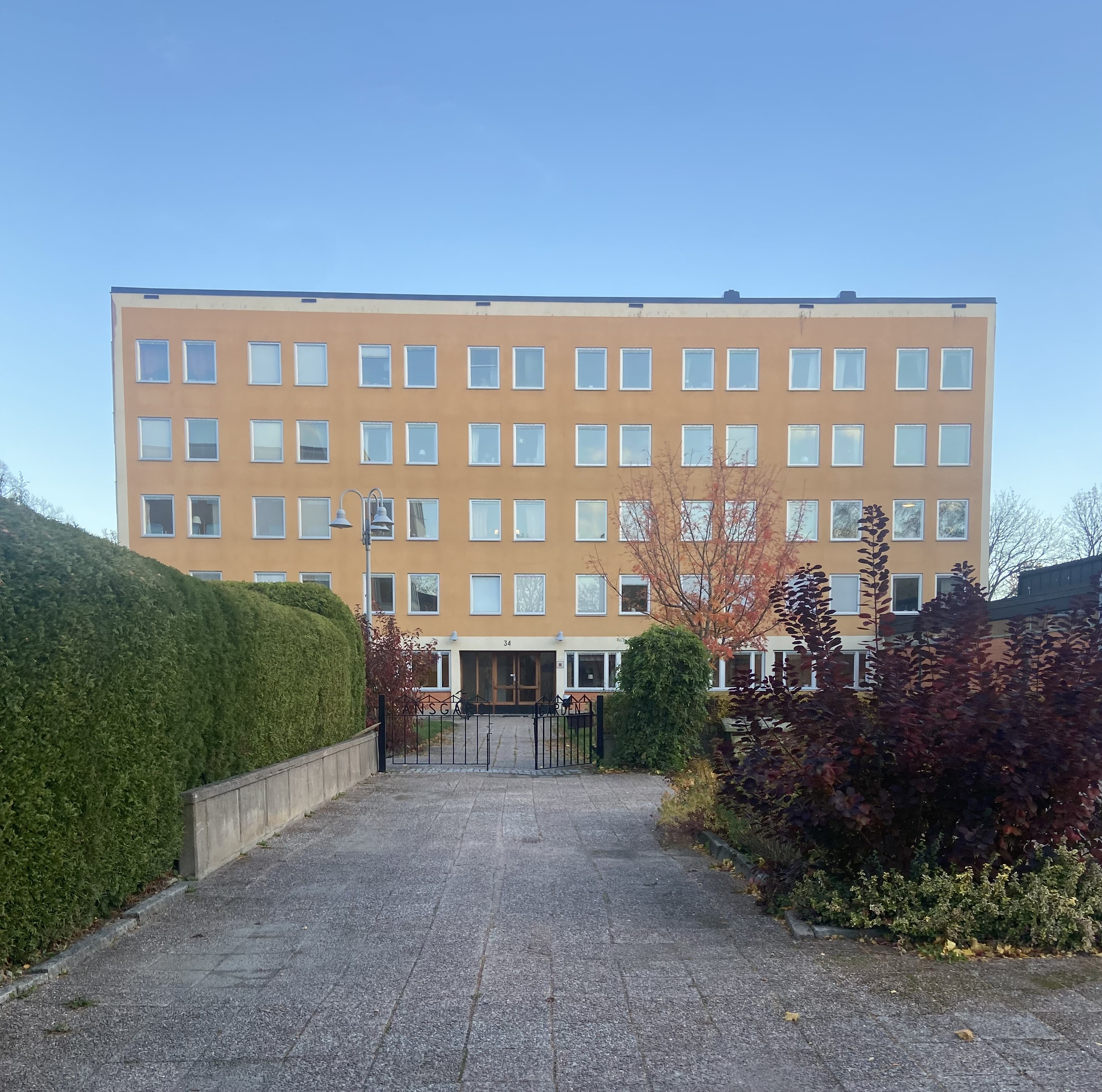
Ett av Ansgarsgårdens hus, oktober 2024. Sankt Ansgars kyrka t.h.

- Hans Sjöström 1960–1962
- Carl Henrik Lyttkens 1963–1965
- Johan Ohlsson 1966–1968
- Örjan Lundquist 1968–1970
- Hilding Egestål 1970
- Fredrik Brosché 1971–1976
- Anders Ekenberg 1977–1978Ett av Ansgarsgårdens hus, oktober 2024. Sankt Ansgars kyrka t.h.
- Karl-Gunnar Ellverson 1979–1992
- Göran Grefbäck (t.f) 1991,1992
- Jan Byström 1992–1999
- Bertil Murray (t.f) 2000
- Patrick Lind 2000–2009
- Bo Brander 2009–2018
- Daniel Gustafsson 2018–